# Bosson
Staffan "Bosson" Olsson (n. 21 de febrero de 1969) es un cantante sueco de género europop. Su mayor éxito fue el tema One in a Million, que posteriormente fue incluido en la banda sonora de la película Miss Congeniality. Participó en el Melodifestivalen 2004 con el tema Efharisto. Ha realizado giras con cantantes internacionales como Kylie Minogue, Dima Bilán o Britney Spears. Su carrera se centra actualmente más en Suecia.

## Discografía

### Álbumes
- "Future's Gone Tomorrow - Life is Here Today" (2007)
- "The Best" (2005)
- "Rockstar" (2003)
- "One in a Million" (2001)
- "The Right Time" (1999)

### Sencillos
- "Guardian Angel" (2011)
- "Believe in Love" (2007)
- "I Can Feel Love" (2007)
- "What If I" (2006)
- "You" (2006)
- "Efharisto" (2004)
- "A Little More Time" (2003)
- "You Opened My Eyes" (2003)
- "This Is Our Life" (2002)
- "Over The Mountains" (2001)
- "I Believe" (2001)
- "One in a Million" (2001)
- "We Live" (1999)
- "Baby Don't Cry" (1997)